# Ficulea
Ficulea o Ficulnea (en grec antic Φικόλνεοι) va ser una antiga ciutat del Latium situada a la via Nomentana, entre Roma i Nomentum.
La mencionen quan parlen de la primitiva història romana Titus Livi i Dionís d'Halicarnàs. Aquest darrer diu que la van fundar els aborígens juntament amb Antemnae i Tellenae. Era una de les ciutats del Latium sotmeses per Tarquini Prisc, segons Titus Livi i com que ja no apareix entre la 30 ciutats llatines que componien la Lliga llatina el 493 aC (segons Dionís d'Halicarnàs), cal pensar que seguia sota domini romà però no va figurar en cap esdeveniment històric, excepte pel què Varró comenta, quan fa referència a una tradició de què aquesta ciutat, la de Fidenes i altres populi, es van rebel·lar contra Roma després de la sortida dels gals d'aquella ciutat l'any 389 aC, i que aquests fets es recordaven en un festival anomenat Poplifugia.
No torna a aparèixer a cap més esdeveniment. La via Nomentana es va dir abans també via Ficulensis però el canvi de nom és indicatiu de què havia perdut importància. L'Ager Ficulensis és esmentat per Ciceró i pel Liber Coloniarum i Plini el Vell parla de Ficolenses entre les ciutats existents al Latium. Una inscripció sobre l'establiment d'una institució de caritat per nens i nens pobres anomenada Pueri Alimentarii Ficolensium o Puellae Alimentarii Ficolensium, permet assegurar que encara existia com a municipi en el regnat de Marc Aureli. Probablement va desaparèixer a l'alta edat mitjana. La inscripció es va trobar prop d'una granja anomenada Caesarini, a l'esquerra de la via Nomentana, a uns 15 km de Roma. Una altra inscripció dona el nom de dos pagi del territori de la ciutat: Pagus Ulmanus i Pagus Transulmanus el que fa pensar que el rierol de Casale dei Pazzi es va dir antigament Ulmus.
Plini el Vell esmenta Ficulea vetus com l'antiga ciutat llatina el que semblaria indicar que hi va haver una Ficulea nova. Marc Valeri Marcial parla de Ficelias veteres. Se suposa que la vella ciutat era prop de Nomentum (potser a Monte Gentile o a Torre Lupara a uns 18 km de Roma on s'han trobat antigues restes de pots i gerres) i que en va sorgir una de nova amb el mateix nom dins el terreny de la granja Caesarini on s'han trobat les restes romanes.